# Arthur (Wisconsin)
Arthur es un pueblo ubicado en el condado de Chippewa en el estado estadounidense de Wisconsin. En el Censo de 2010 tenía una población de 759 habitantes y una densidad poblacional de 6,81 personas por km².

## Geografía
Arthur se encuentra ubicado en las coordenadas 45°3′37″N 91°9′20″O / 45.06028, -91.15556. Según la Oficina del Censo de los Estados Unidos, Arthur tiene una superficie total de 111.53 km², de la cual 111.06 km² corresponden a tierra firme y (0.42%) 0.47 km² es agua.

## Demografía
Según el censo de 2010, había 759 personas residiendo en Arthur. La densidad de población era de 6,81 hab./km². De los 759 habitantes, Arthur estaba compuesto por el 96.71% blancos, el 0.26% eran afroamericanos, el 0.4% eran amerindios, el 0.13% eran asiáticos, el 0% eran isleños del Pacífico, el 1.84% eran de otras razas y el 0.66% pertenecían a dos o más razas. Del total de la población el 2.64% eran hispanos o latinos de cualquier raza.